# Свердловское (Алтайский край)
Свердловское — село в Хабарском районе Алтайского края России. Административный центр Свердловского сельсовета.

## История
Основано в 1900 году. В 1928 году посёлок Богословский состоял из 100 хозяйств, основное население — украинцы. В административном отношении являлся центром Богословского сельсовета Знаменского района Славгородского округа Сибирского края. В 1964 году указом Президиума Верховного Совета РСФСР село Богословка переименовано в Свердловское.

## Население
| 1997  | 1998  | 1999  | 2000  | 2001  | 2002  | 2003  |
| ----- | ----- | ----- | ----- | ----- | ----- | ----- |
| 1036  | ↘1034 | ↗1043 | ↗1053 | ↗1074 | ↘1038 | ↘1028 |
| 2004  | 2005  | 2006  | 2007  | 2008  | 2009  | 2010  |
| ↘1007 | ↘983  | ↘915  | ↘891  | ↗972  | ↘888  | ↘798  |
| 2011  | 2012  | 2013  |       |       |       |       |
| ↘793  | ↘760  | ↘713  |       |       |       |       |

## Улицы
| - ул. Гагарина, - пер. Гагарина, - ул. Кирова, - пер. Кирова, - ул. Молодёжная, | - пер. Молодёжный, - ул. Советская, - ул. Целинная, - пер. Целинный, - пер. Школьный. |